# GちょこMarble
GちょこMarble（じーちょこまーぶる）は、日本の大道芸アーティストである。
「大道芸人GEN(ジェン)」と「エアリストちょこ」によるドタバタアクロバットコメディーで、サーカス芸を使ったパフォーマンスを行う。

## 経歴
2007年に結成する。
2008年ヘブンアーティスト取得。
2009年大道芸プロデューサー橋本隆雄氏を演出家として迎える。
2010年フランスのノンテールの大道芸フェスティバルに公式招待を受けて出演。

## 演目
Hand to Hand(サーカスアクロバット）
BIGバルーン
チェアーアクロバット(椅子倒立)
もしくは
エアリアルTISSUS(ティシュー)（空中芸）

## 主な活動場所
活動本拠地は東京を中心とする関東、他にもイベントや大道芸フェスティバルなどで全国各地を周っており、活動場所は自身のHPにて発表される。
- 東京（上野公園、葛西臨海公園、光が丘公園、錦糸町 など）